# Daniel Oduber Quirós
Pour les articles homonymes, voir Quirós (homonymie).
Porfirio Ricardo José Luis Daniel Oduber Quirós (né le 25 août 1921 à San José - mort le 13 octobre 1991 à Escazú), est un homme d'État costaricien, président du Costa Rica du 8 mai 1974 au 8 mai 1978.
Son gouvernement était préoccupé par les questions sociales, notamment dans les zones rurales. Il s'est beaucoup préoccupé de reforestation et de préservation des ressources naturelles. Il a autorisé le parti communiste en 1975. À l'international, son gouvernement était populaire. Il a rétabli un lien diplomatique avec Cuba en 1977 et a défendu la souveraineté du Panama.
Daniel Oduber Quirós a donné son nom à l'un des aéroports internationaux du pays. L'aéroport est situé dans le nord-ouest, à Liberia, dans la province du Guanacaste.

## Anecdote
Dans leur enquête L'Effet Science-fiction, Igor et Grichka Bogdanoff constatent que Daniel Oduber Quirós est un des rares hommes politiques qu'ils ont interrogé qui se soit montré franchement enthousiaste au sujet de la science-fiction, dont il était friand en tant que lecteur, mais aussi, en tant que président. Il y affirmait avoir planifié l'avenir de son pays jusqu'en 2100 et consacrer une part majeure de ses ressources à la prospective.

## Source
- (en) Cet article est partiellement ou en totalité issu de l’article de Wikipédia en anglais intitulé « Daniel Oduber Quirós » (voir la liste des auteurs).

1. ↑  Igor et Grichka Bogdanoff, l'Effet science-fiction, éd Robert Lafont 1979 (coll. Ailleurs et demain), p370.